# James Naismith
James Naismith (6. november 1861 i Almonte, Ontario – 28. november 1939 i Lawrence, Kansas) var en canadisk læge og pædagog, bedst kendt som opfinderen af basketball og været med til at opfinde ligaen kaldet NBA (National Basketball Association).
Den 7. december 1891 spurgte Luther Gulick, direktøren for YMCA (KFUK-KFUM) i Springfield, Massachusetts Naismith om det var nogen mulighed for at have lidt mere afveksling i gymnastiktimerne om vinteren. Den 21. december afleverede Naismith sit forslag; de første regler til en helt ny sport: basketball. Disse regler blev offentliggjort 15. januar 1892.
Naismith er medlem af basketballsportens Hall of Fame, der bærer hans navn, Naismith Memorial Basketball Hall of Fame.